# Пирсон, Фрэнк
Фрэнк Пирсон (англ. Frank Pierson, 12 мая 1925 — 22 июля 2012) — американский кинорежиссёр и сценарист.

## Биография
Пирсон служил в армии во время Второй мировой войны, затем окончил Гарвард. Он работал в качестве корреспондента в журналах Time и Life, прежде чем продать свой первый сценарий для телевидения. С 1958 года он работал в Голливуде, сначала как редактор сценария, а потом как сценарист для телесериалов (Naked City, Route 66). Он был соавтором сценариев нескольких известных фильмов, в том числе «Кэт Баллу» и «Хладнокровный Люк», которые оба были номинированы на Оскар. Сценарий к фильму Собачий полдень принёс ему статуэтку Оскар в 1976 году.
Пирсон снял несколько известных фильмов для телевидения, в том числе «Грязные картинки» и «Заговор».
Пирсон был президентом Гильдии сценаристов Америки, Западное отделение (WGAW) в 1981—1983 годы и снова в 1993—1995 годы, а также президентом Академии кинематографических искусств и наук в 2001—2005 годах.
Пирсон был три раза женат, имел двух детей. Он умер 22 июля 2012 года в своем доме в Лос-Анджелесе в результате непродолжительной болезни.

## Награды и номинации
- Премия «Оскар» за лучший оригинальный сценарий к фильму «Собачий полдень» (1976).
- Премия Austin Film Festival за особые заслуги сценариста (2003).
- Приз Канбара (за выдающиеся сценарии) Международного кинофестиваля в Сан-Франциско (2011).
- Номинация на Оскар за лучший адаптированный сценарий к фильму «Кэт Баллу» (1966).
- Номинация на Оскар за лучший адаптированный сценарий к фильму «Хладнокровный Люк» (1968).
- Номинация на Золотой глобус за лучший сценарий к «Собачий полдень» (1976).

## Избранная фильмография

### Режиссёр
- Зеркальная война (1969)
- Звезда родилась (1976)
- Король цыган (1978)
- Гражданин Кон (1992)
- Трумен (1995)
- Грязные картинки (2000)
- Заговор (2001)
- Солдатская девушка (2003)

### Сценарист
- Магнитные ленты Андерсона (1972)
- Собачий полдень (1975)
- Звезда родилась (1976)
- Король цыган (1978)
- Страна (1989)
- Презумпция невиновности (1990)
- Хорошая жена (2010)
- Безумцы (2012)